# Bruno De Genaro
Bruno Agustín De Genaro (* 8. Januar 2003) ist ein argentinischer Hürdenläufer, der sich auf die 400-Meter-Distanz spezialisiert hat.

## Sportliche Laufbahn
Erste Erfahrungen bei internationalen Meisterschaften sammelte Bruno De Genaro im Jahr 2021, als er bei den U20-Südamerikameisterschaften in Lima in 56,09 s den sechsten Platz im 400-Meter-Hürdenlauf belegte. Zudem gewann er in der 4-mal-100-Meter-Staffel in 41,27 s die Bronzemedaille, wie auch in der 4-mal-400-Meter-Staffel in 3:18,92 min. Im Jahr darauf schied er bei den U20-Weltmeisterschaften in Cali mit 50,86 s im Halbfinale über 400 m Hürden aus. Anschließend siegte er in 50,55 s bei den U23-Südamerikameisterschaften in Cascavel über die Hürden sowie in 3:04,39 min in der 4-mal-400-Meter-Staffel. Zudem sicherte er sich in 3:31,97 min die Silbermedaille in der Mixed-Staffel hinter dem Team aus Ecuador. Kurz darauf gewann er bei den Südamerikaspielen in Asunción in 50,68 s die Silbermedaille im Hürdenlauf hinter dem Kolumbianer Fanor Escobar. 2023 gewann er bei den Südamerikameisterschaften in São Paulo in 50,35 s die Silbermedaille über 400 m Hürden hinter dem Brasilianer Matheus Lima und sicherte sich mit der 4-mal-400-Meter-Staffel in 305,76 min gemeinsam mit Pedro Emmert, Julián Gaviola und Elián Larregina die Bronzemedaille hinter den Teams aus Venezuela und Brasilien. Zudem kam er mit der Mixed-Staffel nicht ins Ziel. Im November gelangte er bei den Panamerikanischen Spielen in Santiago de Chile mit 1:15,82 min auf den achten Platz über 400 m Hürden. Im Jahr darauf belegte er bei den U23-Südamerikameisterschaften in Bucaramanga in 51,50 s den vierten Platz.
2025 belegte er bei den Südamerikameisterschaften in Mar del Plata in 51,42 s den vierten Platz über 400 m Hürden und gewann mit der 4-mal-400-Meter-Staffel in 3:08,77 min die Silbermedaille hinter dem brasilianischen Team.
In den Jahren von 2023 bis 2025 wurde De Genaro argentinischer Meister im 400-Meter-Hürdenlauf.

## Persönliche Bestzeiten
- 400 Meter: 47,19 s, 30. April 2023 in São Paulo
- 400 m Hürden: 50,35 s, 30. Juli 2023 in São Paulo